# منصورية (المتن)
منصورية هي إحدى القرى اللبنانية من قرى قضاء المتن في محافظة جبل لبنان.

## انظر أيضًا

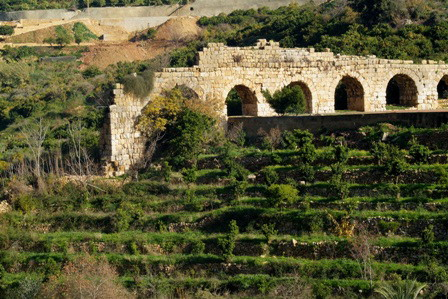
قنطر زبيدة في المنصورية

## أعلام
- وديع الصافي